# 1882 aux États-Unis
Pour des articles plus généraux, voir Chronologie des États-Unis et 1882.
Chronologie des États-Unis
- 1878
- 1879
- 1880
- 1881
- 1882
- 1883
- 1884
- 1885
- 1886

Cette page concerne des événements d'actualité qui se sont produits durant l'année 1882 du calendrier grégorien aux États-Unis.

## Événements
- 2 janvier : John Rockefeller fonde le Standard Oil Trust. Désormais, l’industrie pétrolière américaine repose entre les mains de neuf personnes. Le Standard Oil Trust servira de modèle à la concentration de nombreuses entreprises.
- 3 avril : le hors-la-loi Jesse James est abattu par l'un de ses hommes, Bob Ford, attiré par la récompense de 10 000 $ promise par l'État du Missouri.
- 6 mai : le Congrès vote la loi d'exclusion des Chinois, qui suspend pendant dix ans toute immigration chinoise sous la pression du parti californien des travailleurs (de nombreux ouvriers estiment que les Chinois volent le travail des Américains).
- 2 août : le Congrès adopte le Rivers and Harbors Act, loi qui permet de débloquer 18 millions de dollars afin de réaliser des travaux d’équipement des ports et d’aménager fleuves et rivières, favorisant les échanges commerciaux par voies fluviales et maritimes.
- 3 août : Immigration Act
- 4 septembre : mise en fonctionnement de la première centrale électrique construite par Edison. Premier système d’éclairage public électrique à New York.
- Vote massif en faveur des démocrates aux partielles.